# Такаши Миике
Миике Такаши (јап. 三池 崇史; романизација: Miike Takashi) је јапански редитељ, сценариста, продуцент и глумац, рођен 24. августа 1960. године у Јаоу, у префектури Осака, у Јапану.
Завршио Академију за филм и телевизију у Јокохами. Почео је да ради у филмовима под режијом Шохеја Имамуре (асистирао у филму Црна киша из 1989.).
Миике је дебитовао на филму 1995. године филмом Кинески мафијашки рат.
Године 2003. Јакуза Театар Хорор: Гозу представљен је на Филмском фестивалу у Кану у званичном програму Одређен поглед као први филм који је био пуштен само на видеу, а не у широком издању.
Од 2008, Миикеова филмографија као режисера обухвата 78 филмова и телевизијских серија, учествовао је у 15 као глумац (углавном епизодне улоге), глумио је као сниматељ у једном од својих филмова (Породица, 2001) и написао сценарије за три филма.
Миике је познат по својој креативној плодности: снима неколико филмова годишње и ради у широком спектру жанрова: акција, мјузикл, ТВ серије, трилер, драма, итд. У својим филмовима врло често „меша” неколико жанрова.
Учествовао је на Венецијанском филмском фестивалу, Међународном филмском фестивалу у Ротердаму и Филмском фестивалу у Кану.
Године 2011. његов филм 13 убица номинован је за Азијске филмске награде.